# Skjoldhøjkilen
Skjoldhøjkilen er et rekreativt naturområde i Brabrand i det vestlige Aarhus. Det strækker sig mod vest fra Hasle Bakker, som en 3,5 km lang grøn kile af meget varierende natur. Skjoldhøjkilen administreres i det daglige af den samme selvejende institution som Hasle Bakker. 

## Lokaliteter
Skjoldhøjkilen blev etableret i 2005, under en gennemgribende renovering af naturen, landskabet og vandløbene i området. Kilen betod tidligere af mange små områder med hver deres navn og historie, hvoraf Holmstrup Mark nok er det største og mest kendte. 
Holmstrup Mark er det flade eng og sø-område, der støder umiddelbart op til Hasle Bakker. Naturen er her præget af søer, damme, regnvandsbassiner, vandløb og drænkanaler sammen med høje, bakker og små skovområder. Naturområdet ligger som et grønt bælte i midten mellem Jernaldervej og Edwin Rahrsvej.
Aarhus Kommune varetager naturplejen, der bl.a. indbefatter vedligehold af bænke, broer og stier samt slåning af græs/eng og udtynding af træer i skov og ved søer. 
Da mange af naturlokaliteterne er forholdsvis nye, er der ikke mange officielle stednavne og nedenstående er delvis baseret på lokalkendte navne og navne anvendt af kommunens naturpleje. I Skjoldhøjkilen findes bl.a. følgende naturlokaliteter (listet alfabetisk):

### Søer og søområder
Bremerholm, Grimhøj Sø, Holmstrup Bassin, Holmstrup Frødam, Holmstrup Skovdam, Holmstrup Markdam, Holmstrup Tørvegrav, Holmstrup-søerne, Skjoldhøj Kirkedam, Skjoldhøjkilen, Spiralsøen.

### Sø-, eng- og mark-områder
Holstrup Sø-eng, Holmstrup Skov-eng, Grimhøj Eng, Grimhøj Skov, Grimhøjgård Engmark, Grimhøjgård Mark

### Bakker og høje
Grimhøj, Spiralen, Bjergkammen, Plateauet, Spojberg

### Skovområder
- Grimhøj Skov
- Holmstrup Skov
- Holmstrupgård Skov

## Aktiviteter
Der er mange aktiviteter i Skjoldhøjkilen året rundt. Blandt andet mountainbike på afmærkede ruter, geocaching, brug af læskurene, ligesom der er shelters i området.
Hver sommer afholdes Danmarks Grimmeste Festival ved Grimhøj Gård.
Der ligger en indhegnet motocross bane syd for Grimhøj. Den administreres af Grimhøj Motocross Klub.

## Galleri
- Skjoldhøjkilen er anlagt med henblik på at give borgerne nem adgang til og mulighed for at aktivere sig i naturen.
- Skjoldhøjkilen og dens bygninger bruges flittigt af en række skoler og institutioner.
- Mountainbike kørsel foregår på særligt afmærkede ruter, for at undgå konflikter.
- Gangbro gennem 'Ellesumpen'. Det er én af Danmarks ældste skovtyper.
- Landskabet præges af en række små søer og damme.
- Skjoldhøjkilen er ikke er en park i normal forstand, men gartnere passer naturen i området.
- Landskabet er meget varieret.
- De nyetablerede regnvandsbassiner, har fået landskabelige værdier med et rekreativt tilsnit.

## Eksterne Links
- Wikimedia Commons har flere filer relateret til Skjoldhøjkilen
- Hasle Bakker
- Friluftsliv Aarhus

56°10′13″N 10°7′26″Ø / 56.17028°N 10.12389°Ø